# Oraovica (Crkovnica)
Pour les articles homonymes, voir Oraovica.
Oraovica (Crkovnica) (en serbe cyrillique : Ораовица (Црковница)) est un village de Serbie situé sur le territoire de la Ville de Leskovac, district de Jablanica. Au recensement de 2011, il comptait 88 habitants.
Oraovica est située près de Crkovnica.

## Démographie
| 1948 | 1953 | 1961 | 1971 | 1981 | 1991 | 2002 | 2011 |
| ---- | ---- | ---- | ---- | ---- | ---- | ---- | ---- |
| 504  | 509  | 453  | 421  | 305  | 224  | 152  | 88   |

|  |